# Науэль-Уапи (национальный парк)
Науэ́ль-Уапи́ (исп. Parque Nacional Nahuel Huapi) — старейший национальный парк Аргентины, расположен в районе озера Науэль-Уапи.

## Описание
История этой охраняемой территории начинается с 1903 года, когда Ф. Морено пожертвовал государству 80 км² земли между Пуэрто-Блест и озером Фриас для устройства национального парка. В 1907 году площадь охраняемых земель выросла до 430 км², а в 1922 году стала близкой к 8000 км². В 1934 году увидел свет природоохранный закон, по которому Науэль-Уапи стал первым национальным парком Аргентины. Сегодня охраняемая территория занимает площадь 7050 км² в провинциях Неукен и Рио-Негро в северной Патагонии. Парк Науэль-Уапи простирается в длину на 130 км вдоль аргентинско-чилийской границы. В парке, расположенном на границе Вальдивских лесов и Патагонских степей, преобладают высокие горы, множество озёр и обширных труднодоступных лесов, с такими деревьями, как люма остроконечная (специально для её охраны часть земель парка Науэль-Уапи в 1971 году была выделена для парка Лос-Арраянес). На острове Виктория площадью 37 км², расположенном в озере Науэль-Уапи, есть первичные леса из речных кедров (Libocedrus chilensis) и южных буков (Nothofagus dombeyi); высота последних — до 40 м, а старейшим из них — 500 лет. В другой части парка расположены леса Анд, где наряду с южными буками произрастают патагонские лиственницы высотой до 35 м. Здесь обитает андийский олень, а также миниатюрный олень пуду. На севере к парку Науэль-Уапи присоединяется национальный парк Ланин. К озеру Науэль-Уапи примыкает территория другого национального парка — Лос-Арраянес.
Высота над уровнем моря территории национального парка колеблется в пределах 700—3500 м.
На берегу озера расположен Сан-Карлос-де-Барилоче, центр аргентинского туризма и зимний курорт, в городе есть популярный среди туристов музей имени Ф. Морено с множеством предметов быта жителей этих мест.